# Верхняя Перша
Верхняя Перша — река в России, протекает в Красновишерском районе Пермского края. Устье реки находится в 70 км по левому берегу реки Язьва. Длина реки составляет 13 км.
Исток реки в отрогах Северного Урала в 10 км южнее деревни Цёпел. Река течёт на северо-запад по ненаселённой местности, среди холмов, покрытых елово-берёзовой тайгой. Впадает в Язьву чуть ниже деревни Цёпел.

## Данные водного реестра
По данным государственного водного реестра России относится к Камскому бассейновому округу, водохозяйственный участок реки — Кама от водомерного поста у села Бондюг до города Березники, речной подбассейн реки — бассейны притоков Камы до впадения Белой. Речной бассейн реки — Кама.
Код объекта в государственном водном реестре — 10010100212111100005300.